# Rafael Giménez Siles
Rafael Giménez Siles (Màlaga, 7 de març de 1900 - Ciutat de Mèxic, 1991) fou un editor, llibreter i impressor espanyol, exiliat i nacionalitzat méxicà.
Rebé l'educació primària a Màlaga, però el 1917 es traslladà a Madrid per estudiar Farmàcia a la Universitat Central de Madrid. Allà, comença la seva tasca editorial. Començà el seu aprenentatge en el sector editorial en ésser cridat a files i incorporar-se a la Brigada Obrera i Tipogràfica de l'Estat Major al Ministeri de Guerra d'Espanya. A la Universitat, fou elegit president de l'Associació Oficial d'Estudiants de la Facultat de Farmàcia i promogué la publicació d'un cicle de conferències. Administrà 'Agris', la seva primera impremta. Durant la dictadura de Primo de Rivera (1923-1930), impulsà diverses revistes estudiantils, com El Estudiante, Post-Guerra i Nueva España, però la censura prèvia en premsa, a més de provocar un canvi d'estratègia per part de la directiva d'aquestes revistes, portà a Giménez Siles a complir una condemna de sis mesos a la Presó Model de Madrid. El 1928, funda l'Editorial Cenit, conjuntament amb Graco Marsá i Juan Andrade Rodríguez, que es convertiria en una de les principals editorials dels anys 30 marcada per un fort compromís amb la realitat social, després de fer-se amb la impremta 'Argis' al costat de Joaquín Arderius i la impremta 'Rotativa' en aliança amb el Partit Comunista d'Espanya (PCE), si bé mai arriba a militar en aquesta organització. El 1933 va participar, però, conjuntament amb altres intel·lectuals, en la fundació de l'Associació d'Amics de la Unió Soviètica. També fou nomenat professor de l'assignatura «Tècnica Comercial de el Llibre» a l'Escola de Llibreria de la Cambra Oficial del Llibre de Madrid, i després d'entrar en aquest organisme, fou elegit vicepresident primer. A causa del seu compromís amb la difusió del llibre i de la lectura, impulsa les Fires de el Llibre de Madrid, que es van celebrar el 1933, 1934 i 1935, i l'Agrupació d'Editors Espanyols (1934), el propòsit principal va ser la celebració de Fires del llibre a la resta d'Espanya, així com el portar el llibre a tots els racons de país mitjançant la creació d'una biblioteca ambulant que utilitzava camions-estand. El 1936, Giménez Siles és nomenat president de la Cambra Oficial del Llibre i, a petició del PCE, redacta el projecte editorial de la qual seria la futura editorial única de l'Estat: la 'Distribuïdora de Publicaciones'. També creà en aquest moment dues editorials satèl·lits: 'Nuestro Pueblo' i 'Estrella. i col·laborà com a vocal en el Patronat de Misiones Pedagógicas.
Després de la Guerra Civil espanyola, el maig de 1939 s'exilia a Mèxic. Allà, continua amb el projecte de l'editorial 'Nuestro Pueblo', creada a Barcelona. El juliol de 1939 funda el conjunt d'empreses distribuïdores i llibreries EDIAPSA (Edición y Distribución Ibero Americana de Publicaciones, S.A.), en col·laboració amb els escriptors Martín Luis Guzmán, Enrique Díez-Canedo, Jorge Cuesta, Antonio Castro Leal i José Mancisidor i amb capital mexicà, dedicada a la distribució i edició de llibres, la revista literària Romance, de la revista femenina Amiga i la revista infantil Rompetacones, a més de 'Educación y Cultura. Aquest mateix any, inaugura la primera 'Librería de Cristal', a partir de la qual es constituiria el major complex llibreter d'Amèrica Llatina, dependent d'EDIAPSA.
En la seva preocupació per impulsar la indústria nacional del llibre mexicana, dins d'un mercat dominat per empreses estrangeres, fundà, en col·laboració amb altres editors, nombroses editorials amb producció diversificada: Editorial Colón, Colección Málaga S.A., Empresas Editoriales S.A., Editorial México, Norgis Editores, Compañía General d'Ediciones, Editorial Libreros Mexicanos Unidos,
Editorial Nueva España, Editorial Diógenes. Compromès amb la difusió del llibre mexicà, el 1944 crea l'Associació de Llibreters i Editors Mexicans, que es convertiria després en l'Institut Mexicà del Llibre, des del qual impulsa la creació de la Fira del Llibre Mexicana: el 2 de desembre de 1947 es va celebra la Primera Fira del Llibre de Mèxic. També fou un dels fundadors de l'Editorial Siglo XXI, que va crear el 1965 Arnaldo Orfila Reynal. El 1975, es jubila com a director d'EDIAPSA, però manté un lloc en el Consell Assessor.
L'any 1978 va rebre el Premio Nacional Juan Pablos al Mérito Editorial (CANIEM).